# Plataan

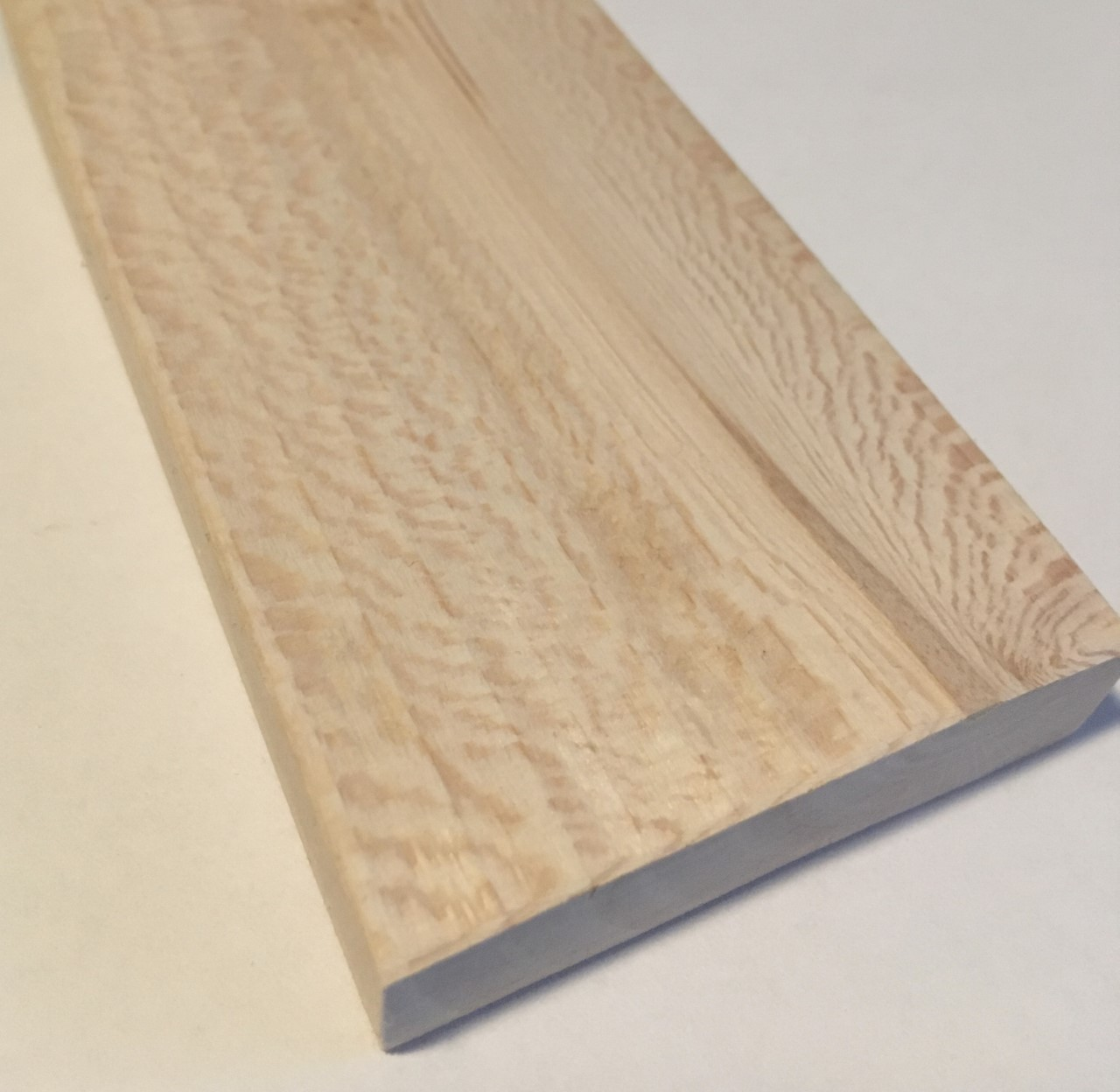
Plataanhout

Plataan (Platanus) is een geslacht van bomen, het enige uit de plataanfamilie (Platanaceae).

## Kenmerken
Platanen worden 30-35 meter hoog en ontwikkelen zeer brede kruinen, soms enkele kruinen, met een diameter van 8-12 meter. De grote bladeren en het dichte bladerdek maken platanen tot veel toegepaste schaduwbomen. Vooral in Zuid-Europa zijn platanen bepalend voor het straatbeeld. Platanen worden echter ook in België en Nederland als park-, laan- en straatboom aangeplant.
De soorten zijn eenhuizig. De bloemen groeien in karakteristieke bolvormige hoofdjes, die los aan de takken hangen. De vrucht is een dopvruchtje, dat in de bolvormige vruchthoofdjes lang aan de boom kan blijven hangen, tot zelfs in het voorjaar. Platanen hebben een verspreide bladstand. Het jonge blad en de twijgen zijn dicht bezet met stervormige haren. Als de haren uitvallen kunnen deze soms allergische reacties, zoals jeuk en irritaties aan de slijmvliezen, veroorzaken.
Karakteristiek is de stam, waarvan de schors, doordat er stukken afvallen, verschillende kleuren bruin en groen vertoont. 
Er zijn in de Benelux twee echte soorten te vinden (beide niet inheems):
- Westerse plataan (Platanus occidentalis), deze heeft ondiep ingesneden bladeren, meestal driedelig, en komt oorspronkelijk uit Amerika. De bloemen groeien in één tot twee bolletjes.
- Oosterse plataan (Platanus orientalis), met diep ingesneden bladeren, meestal vijf tot zevendelig. Deze soort komt oorspronkelijk uit de Balkan en Klein-Azië. De bloemen groeien in drie tot zes bolletjes.

Aangeplant wordt echter vooral een kruising tussen deze twee soorten: de gewone plataan (Platanus × hispanica).

## Soorten
- Platanus gentryi Nixon & J.M.Poole - Mexico
- Platanus kerrii Gagnepain - Laos en Vietnam
- Platanus lindeniana M.Martens & Galeotti - Mexico en Guatemala
- Platanus mexicana Moricand - noordoosten van Mexico
- Platanus occidentalis L. - westerse plataan: oosten van de Verenigde Staten en het uiterste zuiden van Ontario
- Platanus orientalis L. - oosterse plataan: (Italië tot Iran)
- Platanus racemosa Nutt. - Californië en de westkust van Baja California
- Platanus rzedowskii Nixon & J.M.Poole - noordoosten van Mexico
- Platanus wrightii S.Watson - noorden van Mexico, Arizona en New Mexico

## Trivia
- De openingsaria 'Ombra mai fu' uit de opera Serse van Georg Friedrich Händel bezingt de bewondering en waardering voor (de schaduw van) de plataan.